# الحب العظيم (فلم)
الحب العظيم فيلم مصري تم إنتاجه عام 1957، إخراج حسن الإمام وبطولة هند رستم وعماد حمدي.

## تمثيل
- هند رستم
- عماد حمدي
- سراج منير
- دولت أبيض
- سهير الباروني
- عزيزة حلمي

## روابط خارجية
- مقالات تستعمل روابط فنية بلا صلة مع ويكي بيانات